# Máleme
Máleme (en griego, Μάλεμε) es un pueblo de Grecia ubicado en la isla de Creta. Pertenece a la unidad periférica de La Canea y al municipio de Plataniás. En el año 2011 contaba con una población de 710 habitantes.

## Tumba abovedada minoica

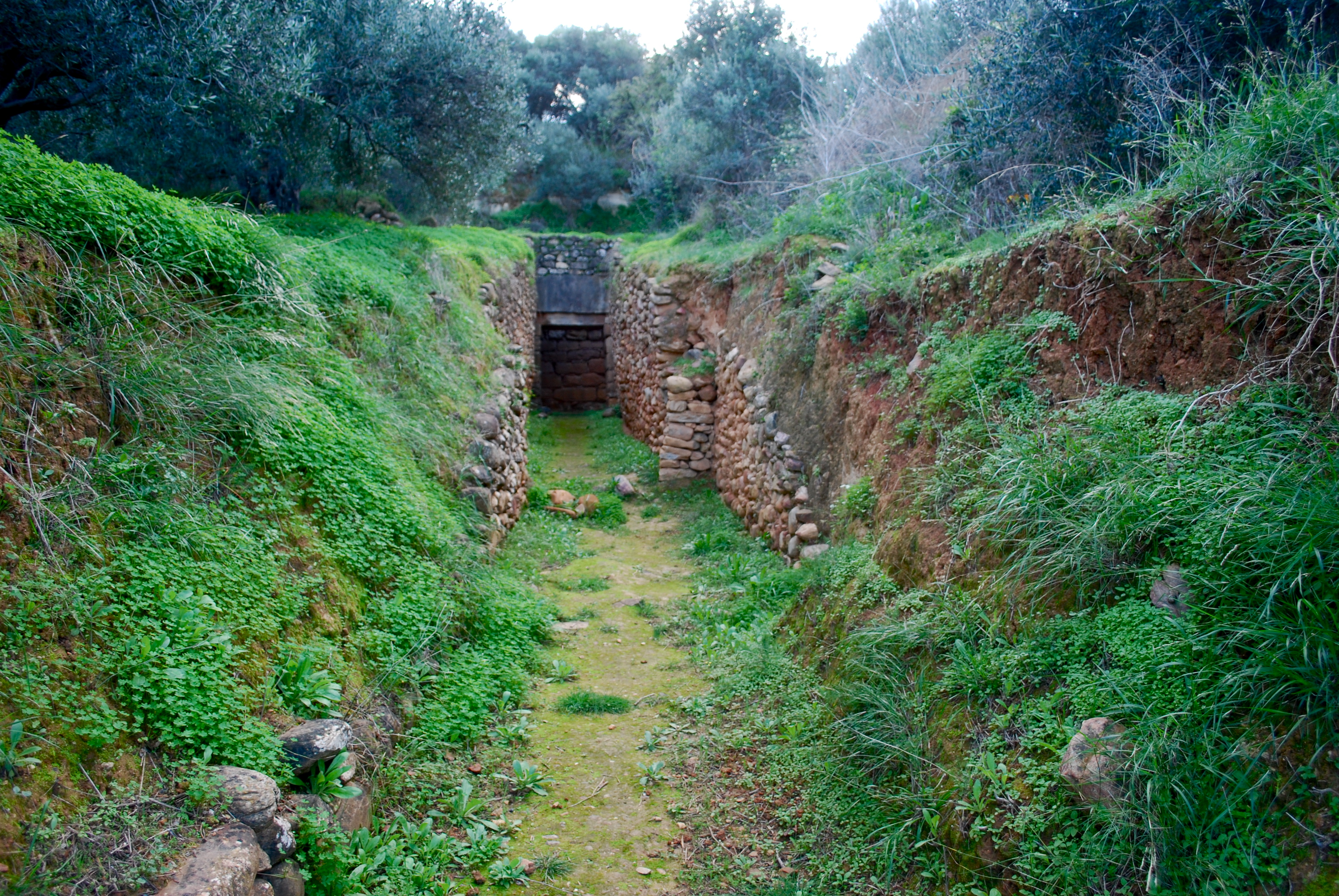
La tumba abovedada de Máleme.

En Máleme se ha excavado una tumba abovedada que pertenece al periodo minoico tardío III B y consta de un dromos de unos 13,80 m de largo y una cámara cuadrada construida con piedra caliza que probablemente tenía techo piramidal de unos 4 m de altura. La entrada se realizaba a través de una puerta de 2 m de alto y 1,60 de ancho en la que destaca su gran dintel.
Este tholos fue descubierto a principios del siglo XX. En la Segunda Guerra Mundial una bomba causó importantes daños en él. Posteriormente fue excavado en 1966 por Costis Davaras y restaurado en 1970.

## Segunda Guerra Mundial

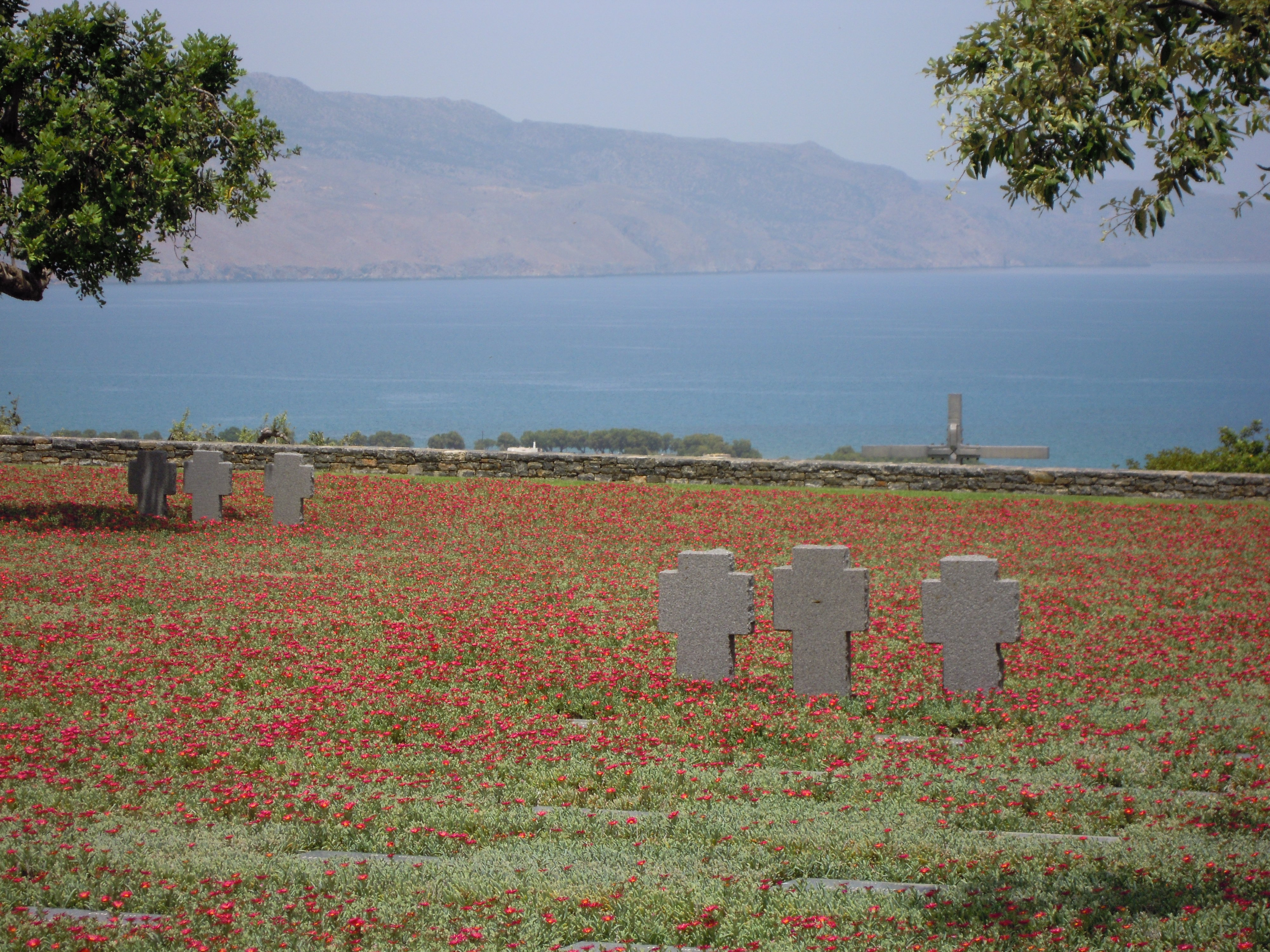
Cementerio de guerra alemán, en Máleme.

Durante la Segunda Guerra Mundial, Máleme fue un escenario destacado en la Batalla de Creta que tuvo lugar en mayo de 1941. Un numeroso grupo de paracaidistas alemanes atacaron la base aérea que los británicos tenían en Máleme y que también estaba defendido por fuerzas neozelandesas. Inicialmente sufrieron numerosas bajas debido al intenso fuego de las fuerzas defensoras pero tras la llegada de refuerzos y con apoyo aéreo, consiguieron tomar la base británica.